# Феррье, Габриэль
Габриэль Жозеф-Мари-Огюстен Феррье (фр. Gabriel-Joseph-Marie-Augustin Ferrier; 29 сентября 1847, Ним — 6 июня 1914, Париж) — французский художник.

## Биография
Родился в семье фармацевта. Учился в Национальной высшей школе изящных искусств у Эрнста Эбера и Изидора Пильса. В 1869 году первый раз выставлялся в парижском Салоне. Два года спустя получил Римскую премию и учился во Французской академии в Риме с 1873 по 1876 год. По возвращении во Францию специализировался на рисовании портретов. В 1883 году совершил длительную поездку в Алжир. В 1906 году стал профессором в Академии изящных искусств. В 1911 году был награждён орденом Почётного легиона.
Среди его учеников были Роже Бисьер, Луис Рикардо Фалеро, Альберт Линч и другие.

## Галерея

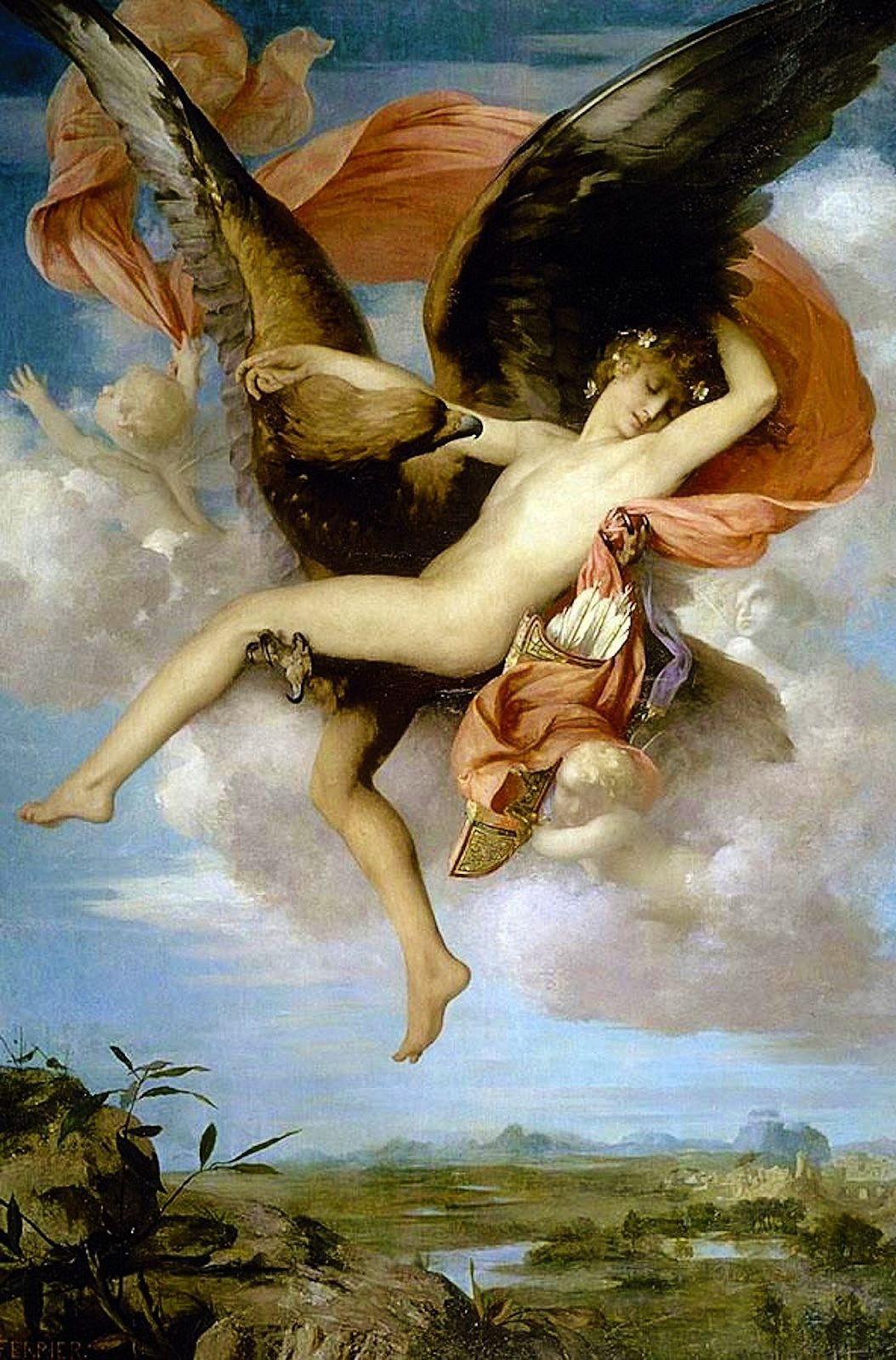
Ганимед, 1874.
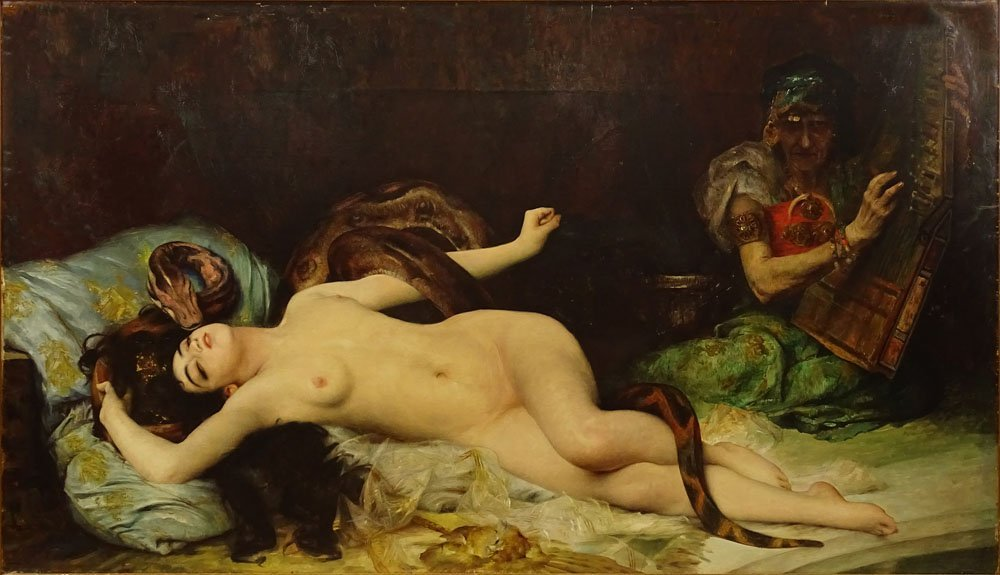
Саламбо, 1880
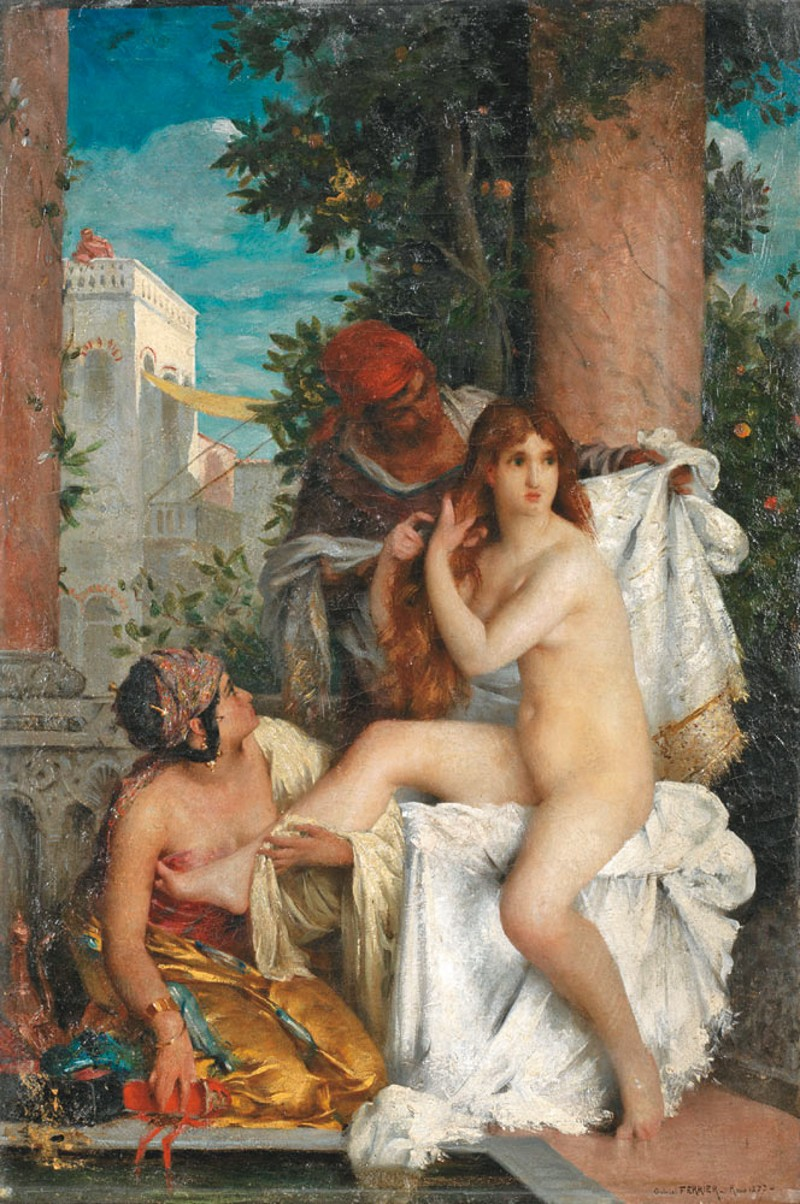
Туалет фаворитки (сцена в гареме).
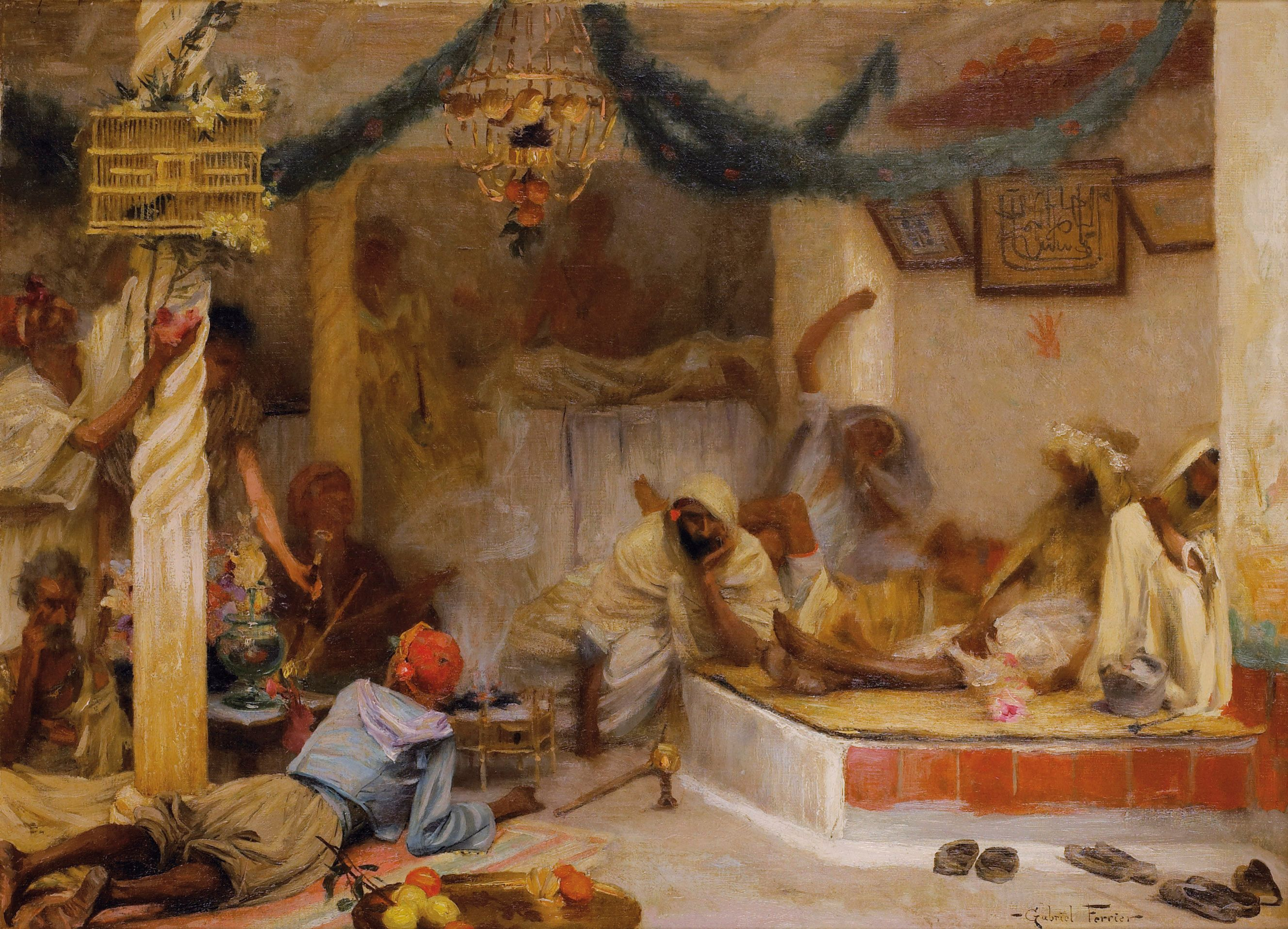
Курильщики (восточная сцена).
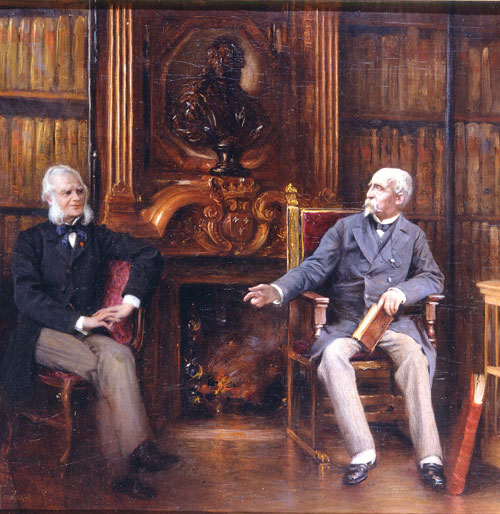
Генрих Орлеанский, герцог Омальский и Альфред Огюст Кювилье-Флёри в кабинете герцога в замке Шантийи. Музей замка Шантийи.
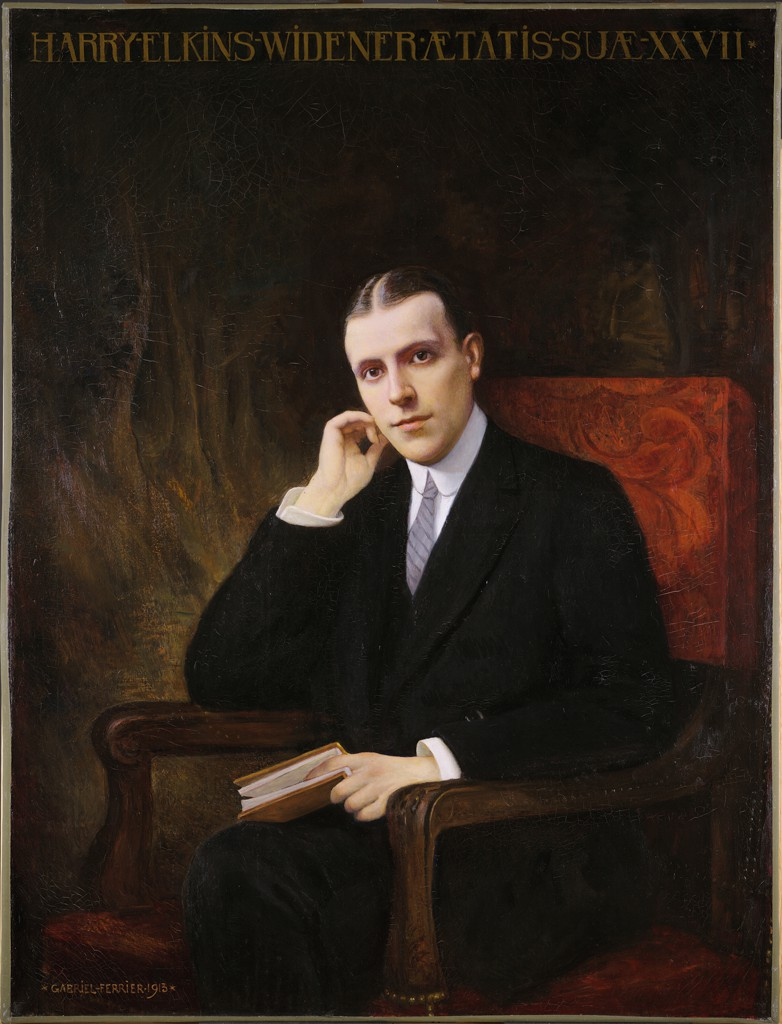
Портрет Гарри Элкинса Уайденера.  Гарвардский художественный музей.